# Listă de neoconservatori
Aceasta este o listă de persoane publice proeminente, care se consideră neoconservatori.
| Nume                        | Descriere | Descris ca neoconservator de |
| Elliott Abrams              | Director senior al Consiliului American al Securității Naționale, reprezentant pentru afacerile cu Orientul Mijlociu | descriere proprie *          |
| Ken Adelman                 | Membru al Consiliului pentru Politica de Apărare a Pentagonului, fost membru al administrației Reagan                | descriere proprie            |
| Allan Bloom                 | profesor de filosofie (student al lui Leo Strauss și profesor al lui Francis Fukuyama)                               | Rationalwiki                 |
| Eliot Cohen                 | membru al Consiliului de Apărare American                                                                            | descriere proprie *          |
| Ann Coulter                 | Foiletonist | descriere proprie            |
| Kenneth deGraffenried       | oficial guvernamental american, nespecificat                                                                         | descriere proprie            |
| Douglas Feith               | Subsecretarul american al apărării pentru politică din 2001                                                          | descriere proprie            |
| Larry Franklin              | | descriere proprie            |
| Francis Fukuyama            | | descriere proprie *          |
| Nathan Glazer               | | descriere proprie            |
| Stephen Harper              | | descriere proprie            |
| Donald Kagan                | | descriere proprie *          |
| Robert Kagan                | | descriere proprie *          |
| Irving Kristol              | | descriere proprie *          |
| William Kristol             | | descriere proprie*           |
| Lewis Libby (Scooter Libby) | | descriere proprie*           |
| Daniel Patrick Moynihan     | | descriere proprie            |
| Richard Perle               | | descriere proprie*           |
| Daniel Pipes                | jurnalist și autor                                                                                                   | descriere proprie            |
| Harold Rhode                | | descriere proprie            |
| Michael Rubin               | | descriere proprie            |
| Randy Scheunemann           | | descriere proprie *          |
| Abram Shulsky               | | descriere proprie *          |
| Irwin Stelzer               | economist and columnist                                                                                              | descriere proprie            |
| Mark Steyn                  | autor și comentator                                                                                                  | descriere proprie            |
| Vin Weber                   | | descriere proprie *          |
| George Weigel               | | descriere proprie *          |
| Paul Wolfowitz              | | descriere proprie *          |
| David Wurmser               | | descriere proprie            |
| Meyrav Wurmser              | | descriere proprie            |

* Asteriscul denotă membri ai proiectului Project for the New American Century, unul dintre cele mai influente grupuri neoconservatoare.